# Estados Federados da Micronésia nos Jogos Olímpicos de Verão da Juventude de 2010
Os Estados Federados da Micronésia participaram nos Jogos Olímpicos de Verão da Juventude de 2010 em Singapura. Sua delegação foi composta de quatro atletas que competiram em três esportes.

## Atletismo
| Evento         | Atleta          | Qualificação | Qualificação | Final     | Final        |
| Evento         | Atleta          | Resultado    | Posição      | Resultado | Posição      |
| -------------- | --------------- | ------------ | ------------ | --------- | ------------ |
| 400 m feminino | Reroliza Saimon | 1:12.41      | 25º (6º q1)  | 1:07.12   | 2º (Final E) |

## Lutas
| Atleta            | Evento                           | Preliminares       | Preliminares       | Preliminares       | Preliminares | Disputa do 7º lugar | Pos. final   |
| Atleta            | Evento                           | 1ª rodada          | 2ª rodada          | 3ª rodada          | Pos.         | Oponente Resultado  | Pos. final   |
| Atleta            | Evento                           | Oponente Resultado | Oponente Resultado | Oponente Resultado | Pos.         | Oponente Resultado  | Pos. final   |
| ----------------- | -------------------------------- | ------------------ | ------------------ | ------------------ | ------------ | ------------------- | ------------ |
| Riley Hasugulgmal | Greco-romana até 42 kg masculino | Não competiu       | Não competiu       | Não competiu       | Não competiu | Não competiu        | Não competiu |

## Natação
| Evento               | Atleta             | Qualificação | Qualificação | Final       | Final   |
| Evento               | Atleta             | Resultado    | Posição      | Resultado   | Posição |
| -------------------- | ------------------ | ------------ | ------------ | ----------- | ------- |
| 50 m livre masculino | Dionisio Augustine | 27.32        | 39º (4º q3)  | Não avançou |         |
| 50 m livre feminino  | Rayleen David      | 32.32        | 55º (6º q4)  | Não avançou |         |